# Liste der amtierenden deutschen Landesdigitalminister
Die Liste der amtierenden deutschen Landesdigitalminister verzeichnet die Leiter der für Digitalisierung zuständigen Landesbehörden in den deutschen Ländern. Nicht alle für Digitales zuständigen Landesminister führen Digitales in ihrer Amtsbezeichnung, sind aber aufgrund ihrer Zuständigkeit hier aufgeführt. Digitalminister im engeren Sinne gibt es nur in Bayern und Hessen. In Schleswig-Holstein ist der Chef der Staatskanzlei zeitgleich Digitalisierungsminister. In Berlin und Hamburg liegt die Zuständigkeit für Digitales bei der Senatskanzlei, deren Leiter tragen jedoch nicht den Titel Digitalsenator und haben auch nicht den Rang eines Senators inne.
| Land                   | Oberste Landesbehörde                                                        | Amtsinhaber/in          | Amtsantritt        | Regierung/-en 1                      | Partei | Partei       | Bild               |
| ---------------------- | ---------------------------------------------------------------------------- | ----------------------- | ------------------ | ------------------------------------ | ------ | ------------ | ------------------ |
| Baden-Württemberg      | Ministerium des Inneren, für Digitalisierung und Kommunen                    | Thomas Strobl           | 12. Mai 2016       | Kretschmann II Kretschmann III       |        | CDU          | Strobl 2017        |
| Bayern                 | Staatsministerium für Digitales                                              | Fabian Mehring          | 8. November 2023   | Söder III                            |        | Freie Wähler |                    |
| Berlin                 | Senatskanzlei (Staatssekretärin für Digitales und Verwaltungsmodernisierung) | Martina Klement         | 4. Mai 2023        | Wegner                               |        | CSU          |                    |
| Brandenburg            | Ministerium der Justiz und für Digitalisierung                               | Benjamin Grimm          | 11. Dezember 2024  | Woidke IV                            |        | SPD          |                    |
| Bremen                 | Der Senator für Finanzen                                                     | Björn Fecker            | 5. Juli 2023       | Bovenschulte II                      |        | Grüne        | Björn Fecker 2019  |
| Bremen                 | Die Senatorin für Wirtschaft, Häfen und Transformation                       | Kristina Vogt           | 20. August 2019    | Bovenschulte I Bovenschulte II       |        | Die Linke    | Kristina Vogt 2023 |
| Hamburg                | Senatskanzlei                                                                | Jan Pörksen (Staatsrat) | 1. Oktober 2018    | Tschentscher II Tschentscher III     |        | SPD          |                    |
| Hessen                 | Ministerium für Digitalisierung und Innovation                               | Kristina Sinemus        | 18. Januar 2019    | Bouffier III Rhein I Rhein II        |        | CDU          | Sinemus 2022       |
| Mecklenburg-Vorpommern | Ministerium für Inneres, Bau und Digitalisierung des Landes                  | Christian Pegel         | 1. November 2016   | Sellering III Schwesig I Schwesig II |        | SPD          | Pegel 2017         |
| Niedersachsen          | Ministerium für Inneres, Sport und Digitalisierung                           | Daniela Behrens         | 20. Mai 2025       | Lies                                 |        | SPD          |                    |
| Nordrhein-Westfalen    | Ministerium für Heimat, Kommunales, Bau und Digitalisierung des Landes       | Ina Scharrenbach        | 30. Juni 2017      | Laschet Wüst I Wüst II               |        | CDU          | Scharrenbach 2025  |
| Rheinland-Pfalz        | Ministerium für Arbeit, Soziales, Transformation und Digitalisierung         | Dörte Schall            | 10. Juli 2024      | Schweitzer                           |        | SPD          | Dörte Schall 2022  |
| Saarland               | Ministerium für Wirtschaft, Innovation, Digitales und Energie                | Jürgen Barke            | 25. April 2022     | Rehlinger                            | SPD    | Barke        |                    |
| Sachsen                | Staatsministerium für Wirtschaft, Arbeit, Energie und Klimaschutz            | Dirk Panter             | 19. Dezember 2024  | Kretschmer III                       | SPD    | Panter 2022  |                    |
| Sachsen-Anhalt         | Ministerium für Infrastruktur und Digitales                                  | Lydia Hüskens           | 16. September 2021 | Haseloff III                         |        | FDP          | Hüskens            |
| Schleswig-Holstein     | Staatskanzlei                                                                | Dirk Schrödter          | 29. Juni 2022      | Günther II                           |        | CDU          |                    |
| Thüringen              | Ministerium für Digitales und Infrastruktur                                  | Steffen Schütz          | 12. Dezember 2024  | Voigt                                |        | BSW          | Schütz 2024        |